# فنسنت فورد
فنسنت فورد (بالإنجليزية: Vincent Ford)‏ هو ملحن وكاتب أغاني جامايكي، ولد في 10 نوفمبر 1940 في كينغستون في جامايكا، وتوفي بنفس المكان في 28 ديسمبر 2008 بسبب السكري.

## وصلات خارجية
- فنسنت فورد على موقع IMDb (الإنجليزية)
- فنسنت فورد على موقع ميوزك برينز (الإنجليزية)
- فنسنت فورد على موقع أول ميوزيك (الإنجليزية)
- فنسنت فورد على موقع ديسكوغز (الإنجليزية)